# Projekt 641B Som
Das Projekt 641B Som (russisch Сом, Wels), von der NATO als Tango-Klasse bezeichnet, war eine für die sowjetische Marine gebaute Klasse dieselelektrischer U-Boote aus der Zeit des Kalten Krieges.

## Entwicklung
Das Projekt 641B war eine direkte Weiterentwicklung des erfolgreichen Projekts 641, das es ab 1971 in der Produktion für den Bedarf der sowjetischen Marine ablöste, während die Vorgängerklasse weiter für den Export produziert wurde.
Das Entwicklungsbüro „Rubin“ entwarf die neue Bootsklasse. Obwohl sie sich auf den ersten Blick nur wenig vom Vorgängerprojekt 641 unterscheidet, wurden umfassende Veränderungen vorgenommen. Projekt 641B erhielt ein überarbeitetes Sensoren- und Kommunikationssystem sowie eine für die Unterwasserfahrt optimierte Rumpfform, die erstmals so effektiv war, dass Projekt 641B getaucht schneller war als an der Oberfläche. Hinzu kam ein neues Konzept bei Anordnung und Typ der Bewaffnung. Der Bootstyp gilt dementsprechend als dritte Generation im russischen Diesel-U-Bootbau.

### Rumpf

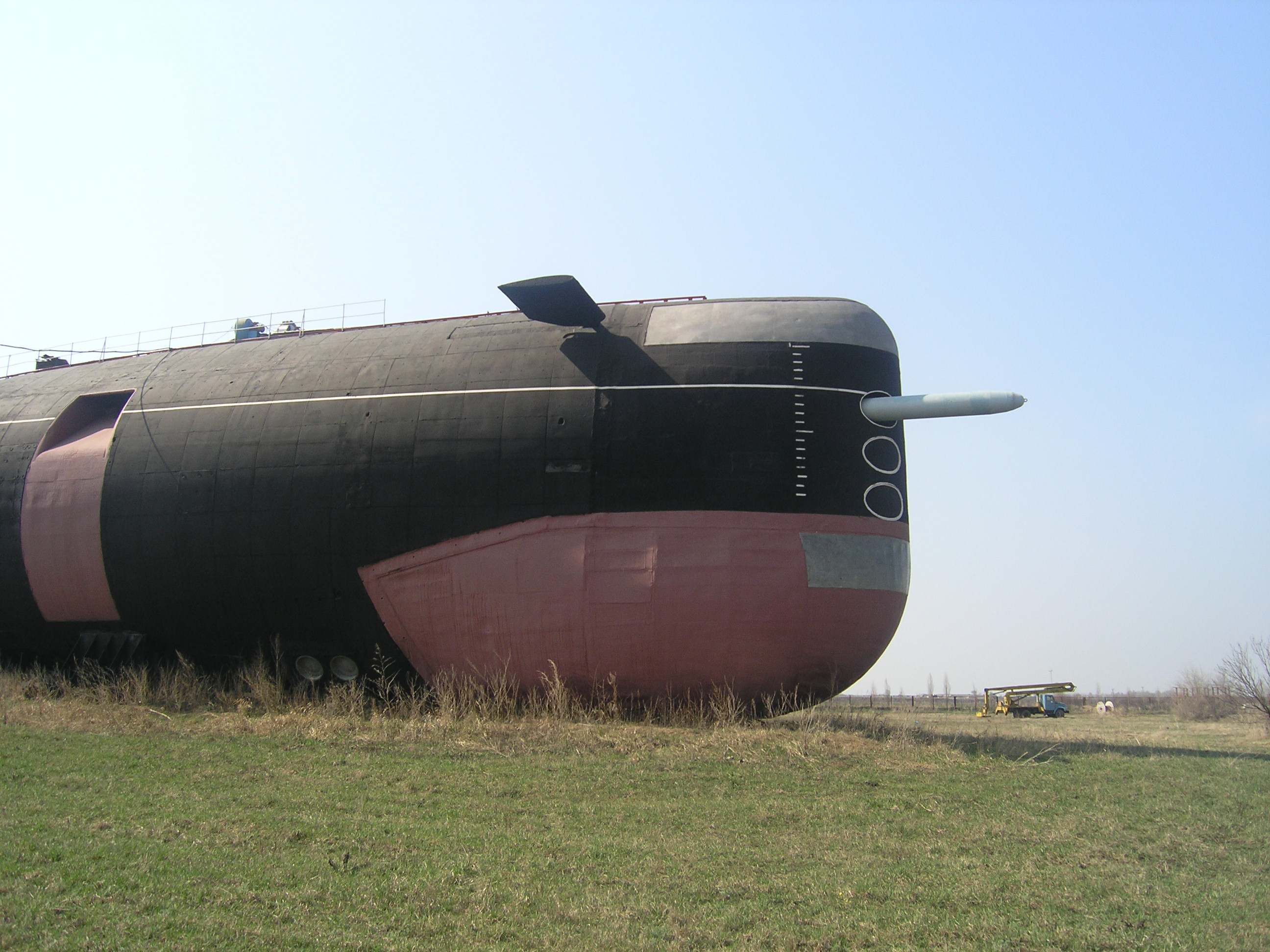
Der Bug von Projekt 641B Boot B-307 mit der in Pink gestrichenen Abdeckung des „Rubikon“-Sonarsensors an der Unterseite

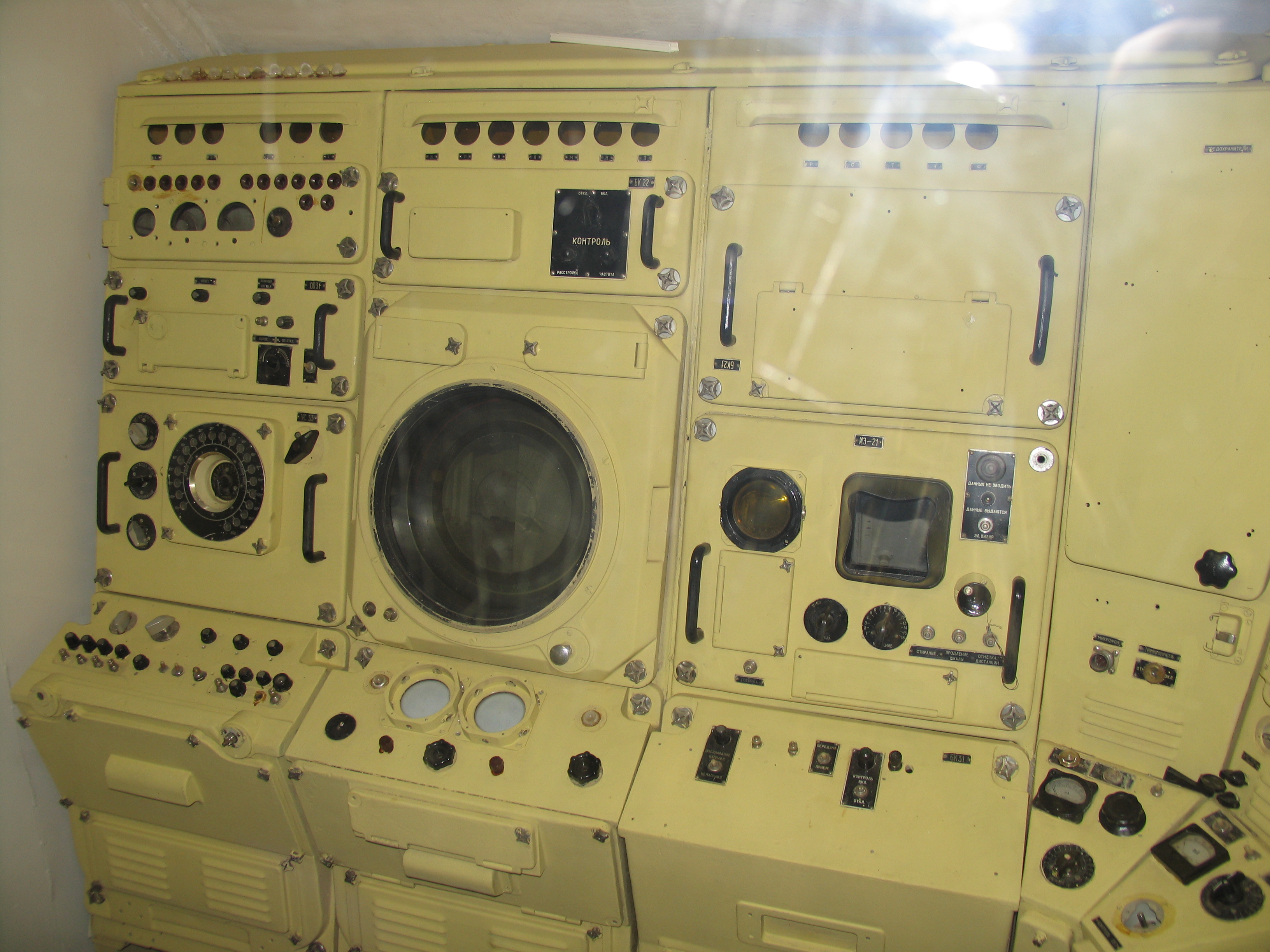
Die Sonarstation im Druckkörper mit dem Bildschirm, den Aufzeichnungssystemen und einzelnen analogen Kontrollanzeigen für alle Stromkreise im Sonarsensor

Im Vergleich zu den U-Booten des Projekts 641 verfügte diese Klasse über einen stromlinienförmigeren Rumpf, der zusätzlich mit Gummiplatten beschichtet war, so dass die Suchimpulse gegnerischer Sonarsysteme absorbiert und nicht reflektiert wurden. Platzeinsparungen innerhalb des Druckkörpers, erreicht durch den Wegfall von Teilen der Bewaffnung, erlaubten es, jedem Seemann eine eigene Koje zur Verfügung zu stellen. Dadurch mussten sich nicht mehr mehrere Seeleute eine Koje teilen.

### Antriebssysteme
Projekt 641B wurden mit drei Schiffsdieselmotoren vom Typ 2D42 ausgerüstet, die je 1900 PS (1397 kW) leisteten. Diese Motoren lieferten Antriebsenergie, indem sie Treiböl und Sauerstoff aus der Umgebungsluft verbrannten. Dieses System funktionierte nur, wenn genug Außenluft zugeführt werden konnte, also an der Oberfläche oder bei Schnorchelfahrt in geringer Wassertiefe. Der Schnorchel war achtern im Turm installiert. An der Oberfläche konnten so 13 Knoten erreicht werden.
Bei Tauchfahrt trieben zwei PG-101-Elektromotoren mit je 1350 PS (993 kW) die beiden äußeren Wellen an, die mittlere wurde von einem PG-102-Elektromotor mit 2700 PS (1985 kW) angetrieben. Als Energiespeicher dienten Bleiakkumulatoren. So wurden bis zu 15 Knoten erreicht. Alternativ wurde die mittlere Welle durch einen auch als Schleichfahrtmotor beschriebenen PG-104-Elektromotor mit 140 PS (103 kW) angetrieben, der sehr viel weniger Strom verbrauchte und deutlich leiser lief als der PG-102.

### Reichweite
Der mitgeführte Treibstoff reichte für 14.000 Seemeilen bei einer Geschwindigkeit von 7 Knoten aus. Getaucht konnten 450 Seemeilen bei 2,5 Knoten mit den Elektromotoren zurückgelegt werden, wenn die Batterien voll aufgeladen waren.

### Sensoren
Das Sonarsystem des Projekts 641B trug den Decknamen „Rubikon“ und war eine Neuentwicklung aus den späten 1960er-Jahren. Die großen Abmessungen und das hohe Gewicht des neuen Sonars durfte kaum Einfluss auf die Balance der U-Boote haben, so dass ein Teil der Bauelemente in einem eigenen Druckkörper untergebracht wurde, um das Gewicht der Sonaranlage durch zusätzlich gewonnenen Auftrieb auszugleichen.
Das Sonar wurde in der unteren Hälfte des Bugs untergebracht, hatte eine zylindrische Grundform und setzte erstmals auf Thyristoren, deren Informationen über nachgeschaltete Vorverstärker an die Sonarstation im Druckkörper des Bootes übermittelt wurden. Die Informationen wurden dort angezeigt und sowohl elektromechanisch als auch auf Papier aufgezeichnet, so dass eine Bibliothek mit Geräuschprofilen angelegt werden konnte.

### Bewaffnung
Jedes Boot war mit sechs Bugtorpedorohren im Standardkaliber 533 mm ausgerüstet. Es konnten 24 Torpedos verschiedener Typen oder 44 Seeminen als Munitionsreserve mitgeführt werden. Die Hecktorpedorohre der Vorgängerklasse wurden gestrichen, so dass im Innenraum deutlich mehr Platz zur Verfügung stand. Der Wegfall der Hecktorpedorohre hatte kaum taktische Nachteile, da moderne Torpedotypen nach dem Abfeuern aus den Bugrohren auch Ziele in den hinteren Quadranten bekämpfen konnten, so dass das Bereithalten von Hecktorpedos nicht mehr notwendig war.
Während das Vorgängerprojekt 641 nur für Torpedos gegen Überwasserziele konstruiert war, konnten die Boote des Projektes 641B erstmals Anti-U-Boot-Torpedos einsetzen. Herkömmliche Modelle wie der 53-65M und der 53-65K wurden durch den TEST-71M-Torpedo ergänzt.
Der TEST-71M-Torpedo verfügte im Gegensatz zu seinen Vorgängern über ein System zur Fernlenkung durch einen Steuerdraht. Ergänzt wurde die Drahtlenkung durch einen Aktivsonarsensor in der Torpedonase, so dass der Kommandant eines Bootes entscheiden konnte, ob die Waffe über Drahtlenkung, ohne verräterische Aktivsonaremissionen, oder selbstlenkend mit aktivem Sonar abgesetzt wurde. Die Waffe war knapp acht Meter lang, erreichte Geschwindigkeiten von bis zu 40 Knoten und trug einen 205 Kilogramm schweren Sprengkopf mit Annäherungszünder. Ziele konnten in Tiefen zwischen 2 und 400 Metern verfolgt und angegriffen werden.
Weiter waren die Boote in der Lage RPK-2-Raketen (NATO-Codename: SS-N-15 Starfish) einzusetzen. Die Raketen haben eine Reichweite von rund 45 Kilometern und sind mit einem Nukleargefechtskopf bestückt.

## Einheiten

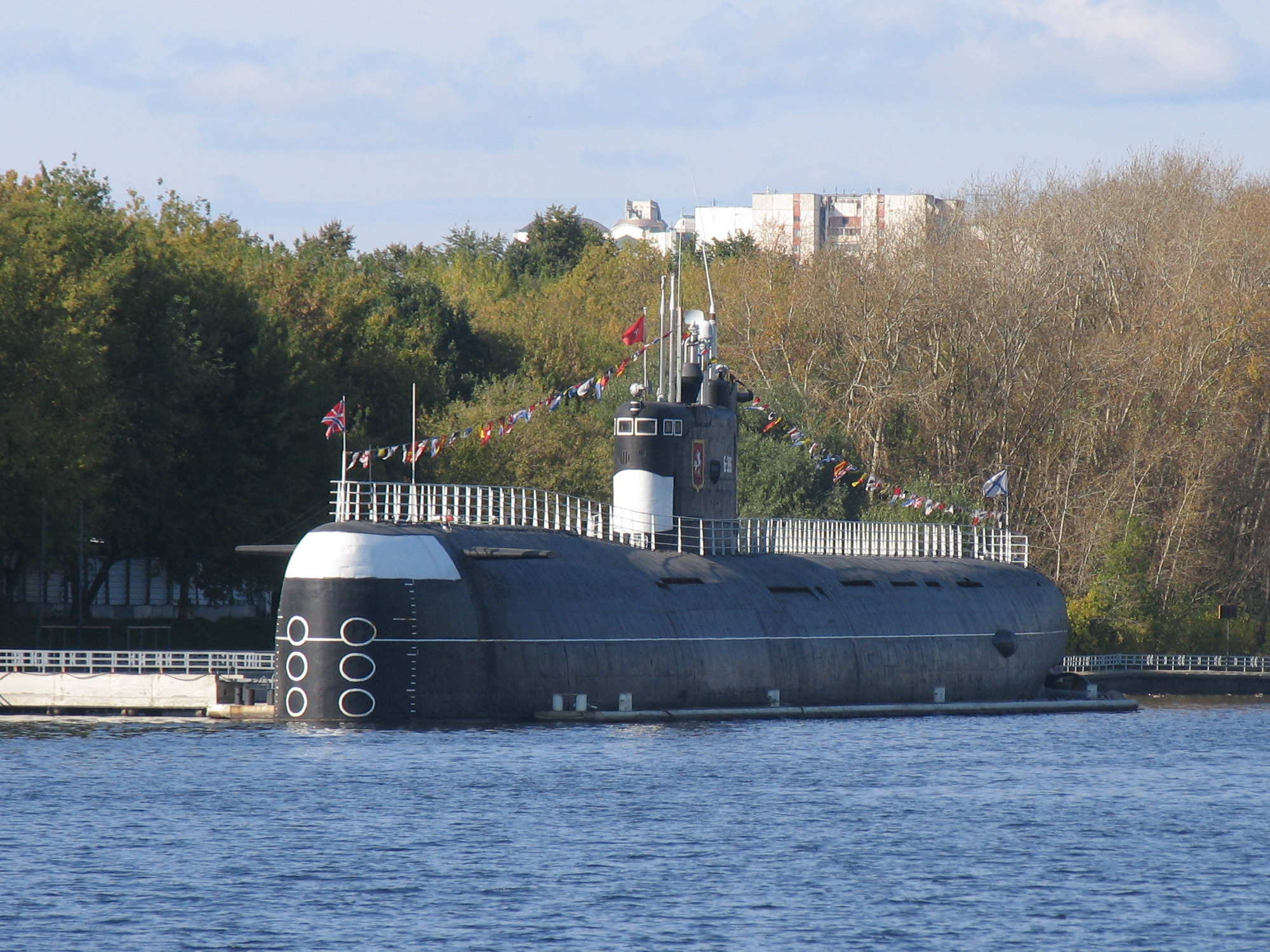
B-396 in Moskau

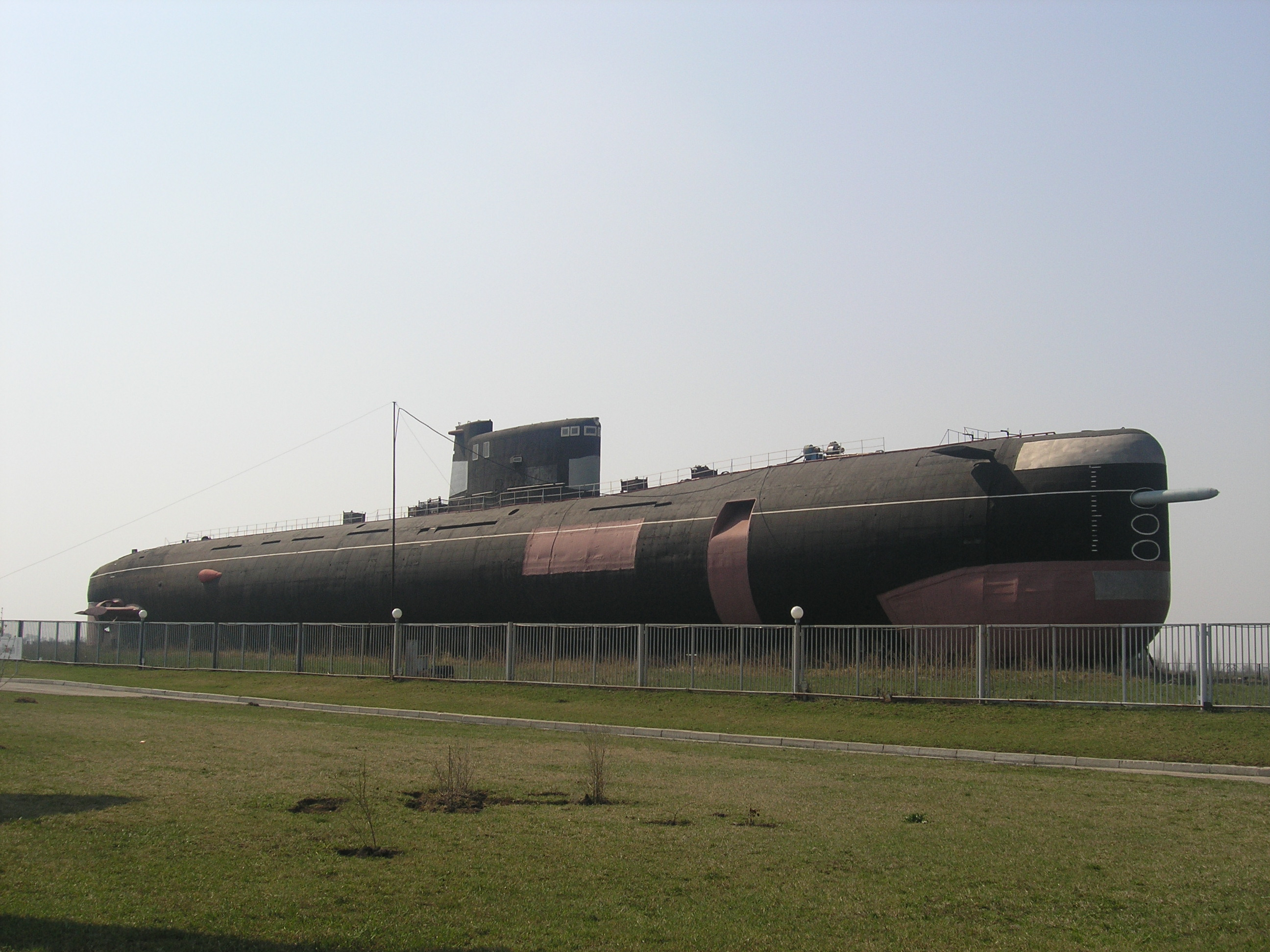
B-307 in Togliatti

Von 1971 bis 1982 wurden insgesamt 18 Einheiten dieser Klasse gebaut und in den Dienst der sowjetischen Marine gestellt. Zu ihren Hauptaufgaben zählten der Einsatz gegen Überwasserschiffe sowie U-Boot-Abwehrmissionen. Die Boote des Projekts 641B verblieben bis Ende der 1990er-Jahre im aktiven Dienst der russischen Marine. Bis heute befinden sich Boote in Reserveflotten, wurden zu Museen umgebaut oder aber verschrottet.
Auswahl:

### B-515
Das Boot wurde am 30. März 1975 in Gorki auf Kiel gelegt und lief am 29. April 1976 vom Stapel. Nach seiner Indienststellung am 29. Dezember 1976 wurde es der Nordflotte zugeteilt. Zwischen 1980 und 1984 führte es mehrere Patrouillen im Mittelmeer durch und besuchte im Oktober 1985 Havanna. 1996/1997 trug der ukrainische Künstler Alexander Ponomarjow im Rahmen eines Kunstprojektes über die gesamte Bootslänge oberhalb der Wasserlinie ein Muster gelber, weißer und roter Formen auf. 1998 wurde das Boot zur Reserve der Flotte versetzt und im April 2001 schließlich außer Dienst gestellt. 2002 wurde das Boot an einen deutschen Unternehmer verkauft und bei Blohm & Voss zum Museumsschiff U-434 umgebaut. Es kann in Hamburg besichtigt werden.

### B-396
B-396 wurde am 31. August 1979 auf Kiel gelegt und lief am 17. Mai 1980 in Gorki vom Stapel. Es leistete seinen Dienst in der Nordflotte und fuhr Einsätze im Mittelmeer, im Atlantik und im Schwarzen Meer. 1984 erhielt es den Ehrennamen „Komsomolzen von Nowosibirsk“. 1988 wurde es mit neuer Kommunikationsausrüstung ausgerüstet. 1992 wurde nach dem Ende der Sowjetunion der Ehrenname wieder abgelegt. 1997 wurde das Boot in die Reserve versetzt und 1998 außer Dienst gestellt. Das Boot wurde nach Sewerodwinsk geschleppt und in der dortigen Werft zum Museumsschiff umgebaut. 2001 wurde B-396 über Flüsse nach Moskau geschleppt und dort als Museum am 26. Juli 2006 eröffnet.

### B-307
Das Boot wurde am 7. März 1980 in Gorki auf Kiel gelegt und lief am 30. September des Jahres vom Stapel. B-307 wurde der Nordflotte zugeteilt und führte in den Folgejahren zahlreiche Einsätze im Atlantik und im Mittelmeer durch. Es überquerte den Äquator und besuchte 1985 Syrien und Algerien. 1990 wurde das Boot zur Überholung eingedockt, aber die Arbeiten wurden aus finanziellen Gründen nicht abgeschlossen. Im Zuge der Vorarbeiten zur Verschrottung kam es beim Ausbau von Teilen zu einem Unfall, bei dem ein Offizier und ein Maat ums Leben kamen. 2002 wurde das Boot an ein Museum verkauft. B-307 wurde durch die Newa, den Ladogasee, den Swir, den Onega, den Weißen See, den Rybinsker Stausee und schließlich über die Wolga zum Bestimmungsort in Toljatti geschleppt, wo es besichtigt werden kann.

## Belege und Verweise